# Blanzy-la-Salonnaise
Blanzy-la-Salonnaise – miejscowość i gmina we Francji, w regionie Grand Est, w departamencie Ardeny.
Według danych na rok 1990 gminę zamieszkiwały 293 osoby, a gęstość zaludnienia wynosiła 24 osób/km².